# Albi di Brendon
Questa pagina elenca gli albi pubblicati del fumetto Brendon.
| Indice 1998 1999 2000 2001 2002 2003 2004 2005 2006 2007 2008 2009 2010 2011 2012 2013 2014 Speciale Brendon |

## Serie regolare
Le copertine sono state realizzate da due artisti:
- Corrado Roi dal 1° albo al 44°
- Massimo Rotundo dal 45° albo al 100°

### 1998
| Nr. | Titolo              | Soggetto e sceneggiatura | Disegni            |
| --- | ------------------- | ------------------------ | ------------------ |
| 1   | Nato il 31 febbraio | Claudio Chiaverotti      | Massimo Rotundo    |
| 2   | Lacrima di tenebra  | Claudio Chiaverotti      | Giuseppe Franzella |
| 3   | La luna nera        | Claudio Chiaverotti      | Massimo Rotundo    |
| 4   | Le ali della notte  | Claudio Chiaverotti      | Corrado Roi        |

### 1999
| Nr. | Titolo                     | Soggetto e sceneggiatura | Disegni            |
| --- | -------------------------- | ------------------------ | ------------------ |
| 5   | Animah                     | Claudio Chiaverotti      | Esteban Maroto     |
| 6   | La ballata degli assassini | Claudio Chiaverotti      | Massimo Rotundo    |
| 7   | L'uomo delle stelle        | Claudio Chiaverotti      | Giuseppe Franzella |
| 8   | Le ombre di Pinewood       | Claudio Chiaverotti      | Esteban Maroto     |
| 9   | Il carro della paura       | Claudio Chiaverotti      | Corrado Roi        |
| 10  | Il riflesso del male       | Claudio Chiaverotti      | Giuseppe Ricciardi |

### 2000
| Nr. | Titolo                   | Soggetto e sceneggiatura | Disegni            |
| --- | ------------------------ | ------------------------ | ------------------ |
| 11  | Ritorno al passato       | Claudio Chiaverotti      | Massimo Rotundo    |
| 12  | Le fate azzurre uccidono | Claudio Chiaverotti      | Esteban Maroto     |
| 13  | Anja                     | Claudio Chiaverotti      | Giuseppe Franzella |
| 14  | Gli orchi                | Claudio Chiaverotti      | Giuseppe Ricciardi |
| 15  | La leggenda di Lizard    | Claudio Chiaverotti      | Esteban Maroto     |
| 16  | Fiabe di morte           | Claudio Chiaverotti      | Massimo Rotundo    |

### 2001
| Nr. | Titolo                   | Soggetto e sceneggiatura | Disegni            |
| --- | ------------------------ | ------------------------ | ------------------ |
| 17  | La notte delle streghe   | Claudio Chiaverotti      | Emiliano Simeoni   |
| 18  | Il soffio dell'aldilà    | Claudio Chiaverotti      | Gigi Simeoni       |
| 19  | Il mistero di Jacknife   | Claudio Chiaverotti      | Lucia Arduini      |
| 20  | Sogni di sangue          | Claudio Chiaverotti      | Giuseppe Franzella |
| 21  | Linea di fuoco           | Claudio Chiaverotti      | Giuseppe Ricciardi |
| 22  | Il respiro delle tenebre | Claudio Chiaverotti      | Esteban Maroto     |

### 2002
| Nr. | Titolo                           | Soggetto e sceneggiatura | Disegni            |
| --- | -------------------------------- | ------------------------ | ------------------ |
| 23  | La Morte e la fanciulla          | Claudio Chiaverotti      | Massimo Rotundo    |
| 24  | Cuore di Corvo                   | Claudio Chiaverotti      | Lucia Arduini      |
| 25  | La donna venuta dall'impossibile | Claudio Chiaverotti      | Esteban Maroto     |
| 26  | Il ritorno della Luna Nera       | Claudio Chiaverotti      | Giuseppe Ricciardi |
| 27  | Prima del buio                   | Claudio Chiaverotti      | Giuseppe Franzella |
| 28  | Amore e tenebre                  | Claudio Chiaverotti      | Lola Airaghi       |

### 2003
| Nr. | Titolo                         | Soggetto e sceneggiatura | Disegni                |
| --- | ------------------------------ | ------------------------ | ---------------------- |
| 29  | La strada ai confini del mondo | Claudio Chiaverotti      | Giuseppe Viglioglia    |
| 30  | Al di là dell'universo         | Claudio Chiaverotti      | Airaghi & Ricciardi    |
| 31  | Il signore delle illusioni     | Claudio Chiaverotti      | Lucia Arduini          |
| 32  | Notte horror al drive-in       | Claudio Chiaverotti      | Cristiano Spadavecchia |
| 33  | L'ombra del giullare           | Claudio Chiaverotti      | Giuseppe Viglioglia    |

### 2004
| Nr. | Titolo                  | Soggetto e sceneggiatura | Disegni                |
| --- | ----------------------- | ------------------------ | ---------------------- |
| 34  | L'uomo che non dorme    | Claudio Chiaverotti      | Giuseppe Franzella     |
| 35  | Regali dall'inferno     | Claudio Chiaverotti      | Lola Airaghi           |
| 36  | Le storie del Nonmai    | Claudio Chiaverotti      | Lucia Arduini          |
| 37  | Un regno senza luce     | Claudio Chiaverotti      | Massimo Rotundo        |
| 38  | Mezzanotte a Stonehenge | Claudio Chiaverotti      | Gianluca Acciarino     |
| 39  | Anja ritorna            | Claudio Chiaverotti      | Giuseppe Ricciardi     |
| 40  | L'uomo del deserto      | Claudio Chiaverotti      | Cristiano Spadavecchia |

### 2005
| Nr. | Titolo                        | Soggetto e sceneggiatura | Disegni                |
| --- | ----------------------------- | ------------------------ | ---------------------- |
| 41  | La vendetta del mago          | Claudio Chiaverotti      | Lucia Arduini          |
| 42  | Il segno del delitto          | Claudio Chiaverotti      | Emiliano Simeoni       |
| 43  | Il re delle bambole d'autunno | Claudio Chiaverotti      | Giuseppe Franzella     |
| 44  | Lostville                     | Claudio Chiaverotti      | Gianluca Acciarino     |
| 45  | Le lacrime degli innocenti    | Claudio Chiaverotti      | Cristiano Spadavecchia |
| 46  | La porta dell'incubo          | Claudio Chiaverotti      | Lola Airaghi           |

### 2006
| Nr. | Titolo                      | Soggetto e sceneggiatura | Disegni                |
| --- | --------------------------- | ------------------------ | ---------------------- |
| 47  | Magic show                  | Claudio Chiaverotti      | Giuseppe Viglioglia    |
| 48  | La verità perduta           | Claudio Chiaverotti      | Lucia Arduini          |
| 49  | Il segreto di Wynkle Tynkle | Claudio Chiaverotti      | Massimo Rotundo        |
| 50  | La doppia vita di Marianne  | Claudio Chiaverotti      | Gianluca Acciarino     |
| 51  | Bogey man                   | Claudio Chiaverotti      | Esteban Maroto         |
| 52  | Deserto di ghiaccio         | Claudio Chiaverotti      | Cristiano Spadavecchia |

### 2007
| Nr. | Titolo                    | Soggetto e sceneggiatura | Disegni                               |
| --- | ------------------------- | ------------------------ | ------------------------------------- |
| 53  | Dove muoiono gli unicorni | Claudio Chiaverotti      | Giuseppe Viglioglia                   |
| 54  | Il giorno della violenza  | Claudio Chiaverotti      | Lucia Arduini                         |
| 55  | Anno zero                 | Claudio Chiaverotti      | Massimo Rotundo                       |
| 56  | Alla ricerca di Oz        | Claudio Chiaverotti      | Esteban Maroto                        |
| 57  | Gli sterminatori          | Claudio Chiaverotti      | Giuseppe Ricciardi & Ernesto Pugliese |
| 58  | Destino di sangue         | Claudio Chiaverotti      | Gianluca Acciarino                    |

### 2008
| Nr. | Titolo                    | Soggetto e sceneggiatura | Disegni             |
| --- | ------------------------- | ------------------------ | ------------------- |
| 59  | La stirpe di Nympha       | Claudio Chiaverotti      | Lucia Arduini       |
| 60  | Beatrix!                  | Claudio Chiaverotti      | Ernesto Pugliese    |
| 61  | L'angelo dell'apocalisse  | Claudio Chiaverotti      | Giuseppe Viglioglia |
| 62  | Il lato oscuro            | Claudio Chiaverotti      | Esteban Maroto      |
| 63  | Il serpente e lo stregone | Claudio Chiaverotti      | Gianluca Acciarino  |
| 64  | L'isola del non ritorno   | Claudio Chiaverotti      | Alessandro Vitti    |

### 2009
| Nr. | Titolo                  | Soggetto e sceneggiatura | Disegni                        |
| --- | ----------------------- | ------------------------ | ------------------------------ |
| 65  | Shining                 | Claudio Chiaverotti      | Emiliano Simeoni               |
| 66  | Timerider               | Claudio Chiaverotti      | Andrea Fattori                 |
| 67  | Dalle ceneri dei secoli | Claudio Chiaverotti      | Gianluca Acciarino             |
| 68  | La tecnotenebra         | Claudio Chiaverotti      | Giuseppe Franzella             |
| 69  | Schegge di follia       | Claudio Chiaverotti      | Cristiano Spadavecchia         |
| 70  | Dal sogno alla morte    | Claudio Chiaverotti      | Lola Airaghi / Silvia Corbetta |

### 2010
| Nr. | Titolo                   | Soggetto e sceneggiatura | Disegni                |
| --- | ------------------------ | ------------------------ | ---------------------- |
| 71  | La ragazza del fiume     | Claudio Chiaverotti      | Esteban Maroto         |
| 72  | La vendetta di Trevanian | Claudio Chiaverotti      | Andrea Fattori         |
| 73  | La scelta di Morrigan    | Claudio Chiaverotti      | Gianluca Acciarino     |
| 74  | Gothica                  | Claudio Chiaverotti      | Giuseppe Viglioglia    |
| 75  | L'ultimo volo per Londra | Claudio Chiaverotti      | Cristiano Spadavecchia |
| 76  | Questa notte ucciderò    | Claudio Chiaverotti      | Lucia Arduini          |

### 2011
| Nr. | Titolo                   | Soggetto e sceneggiatura | Disegni             |
| --- | ------------------------ | ------------------------ | ------------------- |
| 77  | Il segreto di Monna Lisa | Claudio Chiaverotti      | Esteban Maroto      |
| 78  | Il mistero dell'acqua    | Claudio Chiaverotti      | Lola Airaghi        |
| 79  | La sposa in nero         | Claudio Chiaverotti      | Corrado Roi         |
| 80  | L'impronta del diavolo   | Claudio Chiaverotti      | Corrado Roi         |
| 81  | Un nome senza volto      | Claudio Chiaverotti      | Ernesto Pugliese    |
| 82  | Ragno gelido             | Claudio Chiaverotti      | Giuseppe Viglioglia |

### 2012
| Nr. | Titolo                    | Soggetto e sceneggiatura | Disegni            |
| --- | ------------------------- | ------------------------ | ------------------ |
| 83  | La zona morta             | Claudio Chiaverotti      | Andrea Fattori     |
| 84  | Lo scrigno dei desideri   | Claudio Chiaverotti      | Esteban Maroto     |
| 85  | La strategia del serpente | Claudio Chiaverotti      | Gianluca Acciarino |
| 86  | La strega d'inverno       | Claudio Chiaverotti      | Corrado Roi        |
| 87  | Frantic                   | Claudio Chiaverotti      | Alessandro Vitti   |
| 88  | Il crepuscolo degli Dei   | Claudio Chiaverotti      | Andrea Fattori     |

### 2013
| Nr. | Titolo                       | Soggetto e sceneggiatura | Disegni                                               |
| --- | ---------------------------- | ------------------------ | ----------------------------------------------------- |
| 89  | Nessuno muore a Neverland    | Claudio Chiaverotti      | Esteban Maroto                                        |
| 90  | L'ultimo degli eroi          | Claudio Chiaverotti      | Giovanni Talami                                       |
| 91  | L'equazione di Kellerman     | Claudio Chiaverotti      | Giuseppe Ricciardi, Ernesto Pugliese e Andrea Fattori |
| 92  | Il terzo peccato mortale     | Claudio Chiaverotti      | Lola Airaghi                                          |
| 93  | Canale inferno               | Claudio Chiaverotti      | Cristiano Spadavecchia                                |
| 94  | Nella terra delle meraviglie | Claudio Chiaverotti      | Giuseppe Franzella                                    |

### 2014
| Nr. | Titolo                 | Soggetto e sceneggiatura | Disegni                |
| --- | ---------------------- | ------------------------ | ---------------------- |
| 95  | Universi               | Claudio Chiaverotti      | Cristiano Spadavecchia |
| 96  | L'unicorno             | Claudio Chiaverotti      | Ernesto Pugliese       |
| 97  | Il diavolo a Freelness | Claudio Chiaverotti      | Giuseppe Viglioglia    |
| 98  | L'inizio della fine    | Claudio Chiaverotti      | Giuseppe Liotti        |
| 99  | Luna nera calante      | Claudio Chiaverotti      | Giuseppe Liotti        |
| 100 | La notte degli addii   | Claudio Chiaverotti      | Corrado Roi            |

## Speciale Brendon
Dal 2003 al 2014 sono stati pubblicati annualmente 12 volumi fuori serie. Dal 2016 al 2021 la serie di Speciali è stata rilanciata proseguendone la numerazione; il tredicesimo albo contiene il crossover fra Brendon e Morgan Lost.
Elenco
| Nr. | Anno | Titolo                           | Soggetto e sceneggiatura | Disegni                                         | Copertina              |
| --- | ---- | -------------------------------- | ------------------------ | ----------------------------------------------- | ---------------------- |
| 1   | 2003 | Memorie di un altro tempo        | Claudio Chiaverotti      | Massimo Rotundo                                 | Massimo Rotundo        |
| 2   | 2004 | Delitto nell'Oltremondo          | Claudio Chiaverotti      | Esteban Maroto                                  | Esteban Maroto         |
| 3   | 2005 | Il segreto dell'alchimista       | Claudio Chiaverotti      | Esteban Maroto                                  | Esteban Maroto         |
| 4   | 2006 | Noi siamo leggenda               | Claudio Chiaverotti      | Giuseppe Ricciardi                              | Giuseppe Ricciardi     |
| 5   | 2007 | I segni del male                 | Claudio Chiaverotti      | Gianluca Acciarino                              | Gianluca Acciarino     |
| 6   | 2008 | Giochi di morte                  | Claudio Chiaverotti      | Cristiano Spadavecchia                          | Cristiano Spadavecchia |
| 7   | 2009 | I fiori del demonio              | Claudio Chiaverotti      | Lucia Arduini                                   | Lucia Arduini          |
| 8   | 2010 | Nel cuore del buio               | Claudio Chiaverotti      | Corrado Roi                                     | Corrado Roi            |
| 9   | 2011 | Effetto paura                    | Claudio Chiaverotti      | Massimo Rotundo                                 | Massimo Rotundo        |
| 10  | 2012 | Gli ultimi fuochi                | Claudio Chiaverotti      | Cristiano Spadavecchia                          | Cristiano Spadavecchia |
| 11  | 2013 | Seicento anni dopo               | Claudio Chiaverotti      | Giuseppe Viglioglia                             | Giuseppe Viglioglia    |
| 12  | 2014 | La vita segreta delle parole     | Claudio Chiaverotti      | Luigi Piccatto, Renato Riccio, Andrea Broccardo | Luigi Piccatto         |
| 13  | 2016 | La Mappa delle stelle            | Claudio Chiaverotti      | Giovanni Freghieri                              | Fabrizio De Tommaso    |
| 14  | 2017 | Ritorno al Regno del Non Mai     | Claudio Chiaverotti      | Massimo Rotundo                                 | Lola Airaghi           |
| 15  | 2018 | Il buio oltre le stelle          | Claudio Chiaverotti      | Max Bertolini                                   | Lola Airaghi           |
| 16  | 2018 | Nel tempo e nello spazio         | Claudio Chiaverotti      | Max Bertolini                                   | Lola Airaghi           |
| 17  | 2019 | Le ultime lacrime delle fate     | Claudio Chiaverotti      | Cristiano Spadavecchia                          | Lola Airaghi           |
| 18  | 2019 | Le guerre degli orchi            | Claudio Chiaverotti      | Cristiano Spadavecchia                          | Giovanni Talami        |
| 19  | 2020 | Sogni dentro sogni               | Claudio Chiaverotti      | Max Bertolini                                   | Giovanni Talami        |
| 20  | 2020 | Avatar!                          | Claudio Chiaverotti      | Max Bertolini                                   | Giovanni Talami        |
| 21  | 2021 | L'Ultima Possibilità del diavolo | Claudio Chiaverotti      | Cristiano Spadavecchia                          | Giovanni Talami        |
| 22  | 2021 | La Casa delle Anime Perdute      | Claudio Chiaverotti      | Cristiano Spadavecchia                          | Giovanni Talami        |